# Bendita TV (Uruguay)
Bendita TV fue un programa de archivo de televisión producido por Canal 10. Fue estrenado el 24 de marzo de 2006, y terminó el 17 de diciembre de 2017,  fue presentado por la dupla de conductores conformada por Jorge Piñeyrúa y Claudia Fernández Viera.

## Historia
Bendita TV fue estrenado el 24 de marzo de 2006 por Canal 10, en un principio conducido por la dupla conformada por Jorge Piñeyrúa y Gustavo Escanlar, quien abandonó el programa en 2008 debido a diferencias con el canal.
Tras su retiro, la conducción del ciclo fue continuado por Jorge Piñeyrúa sumándose al muy poco tiempo Claudia Fernández Viera. El programa se emitió originalmente los viernes a las 21:00, aunque a mediados del 2006 lo cambiaron para los domingos a las 22:00, que se mantuvo hasta la temporada 2007 inclusive. Desde la temporada 2008, hasta 2017 se emitió los domingos de 22:30 a 00:00. 
El 17 de diciembre de 2017, se emitió su última temporada, aunque la versión argentina de Bendita continua en emisión, la cual desde el año 2006, es conducida por Beto Casella y emitida en el Canal 9 de Buenos Aires, Argentina.

## Equipo
- Pablo Tambucho - Productor General
- Nicolás Di Paolo - Productor Ejecutivo
- Santiago Tellería - Productor
- Christian Salord - Productor
- Karol Alcántara - Productor
- Nicolás Mendiola - Productor
- Gonzalo Gómez (Lechu) - Guionista
- Germán Deniz - Guionista
- Bruno Cetraro - Voz en off
- Alan Futterweit - Visualizador
- Bruno Conti - Visualizador
- Jimena Silva - Visualizadora
- Marianela Sabornin - Visualizadora

## Segmentos
- Replay Semanal: Resumen semanal de los hechos más destacados en la televisión uruguaya.
- Entre el archivo y la pared: Segmento en el cual, mediante el uso del archivo, se le muestra a los invitados situaciones incómodas que realizaron en el pasado.
- Homenaje de Bendita Tv: Cuando un invitado se lo merece, Bendita Tv le hace un homenaje.
- Verónica Piñeyrúa: Vero, la hermana del Piñe realiza divertidas notas en exteriores todas las semanas.
- Separados al Nacer: Es una sección del programa, que humorísticamente, compara a figuras uruguayas, con otras, ya sean reales o ficticias.
- Montaña Rusa Celeste: Resumen de todos los acontecimientos relacionados al camino de la selección uruguaya de fútbol en su camino a Rusia 2018.
- Descontrol remoto: Sección del programa en la cual se recopilan todas las perlitas de la televisión nacional ocurridas en la semana.

## Conductores

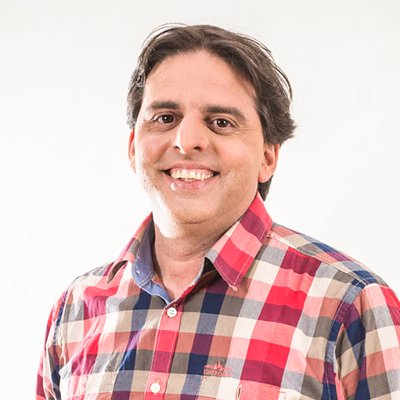
Jorge Piñeyrúa

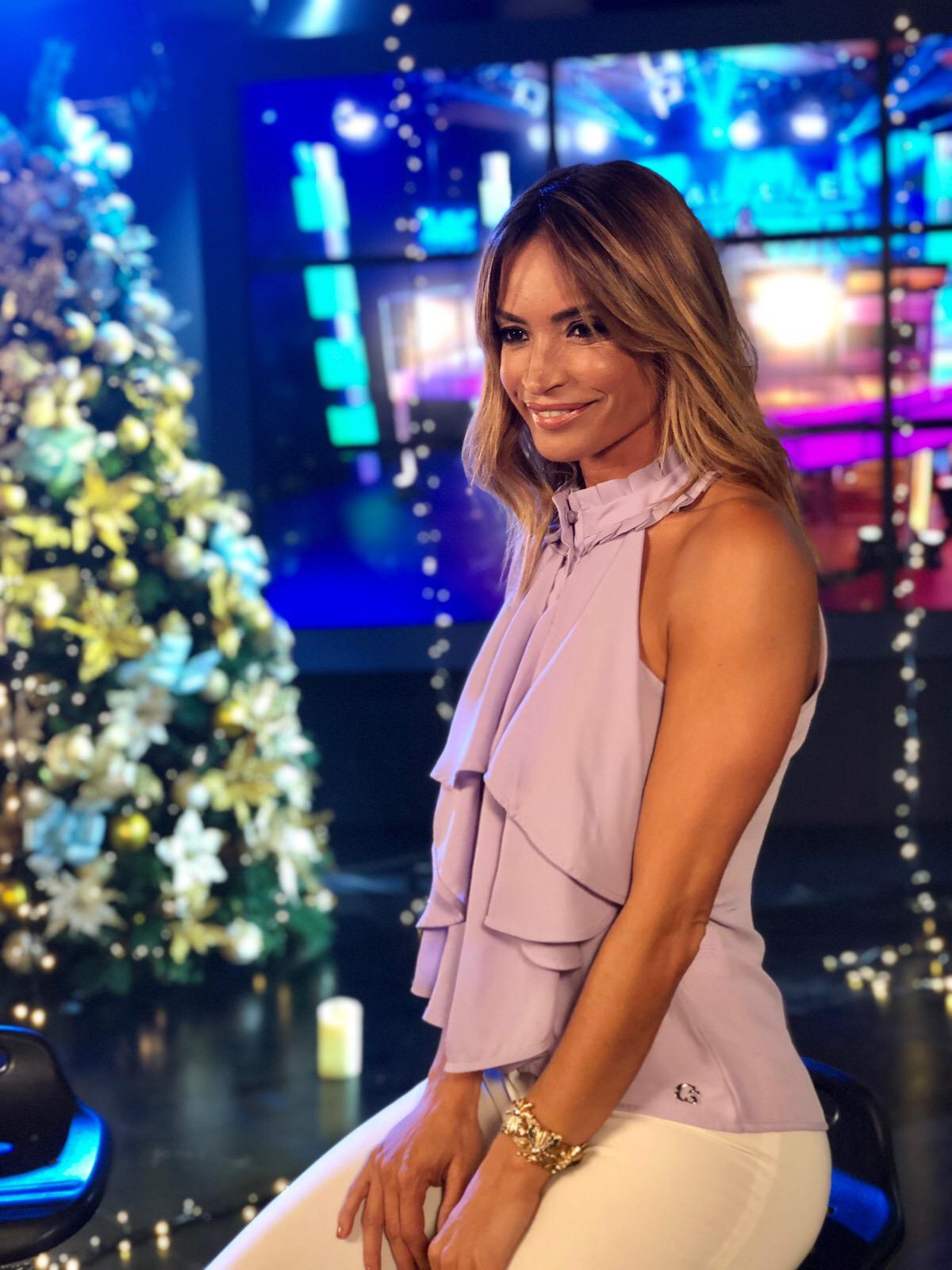
Claudia Fernández

- 2006-2017: Jorge Piñeyrúa
- 2008-2017: Claudia Fernández
- 2006-2008: Gustavo Escanlar

## Premios y nominaciones
| Año  | Premio            | Categoría               | Destinario        | Resultado |
| ---- | ----------------- | ----------------------- | ----------------- | --------- |
| 2012 | Premios Iris 2012 | Humorístico de TV       | Bendita TV        | Ganadores |
| 2012 | Premios Iris 2012 | Conductor de TV         | Jorge Piñeyrúa    | Ganador   |
| 2012 | Premios Iris 2012 | Conductora de TV        | Claudia Fernández | Nominada  |
| 2013 | Premios Iris 2013 | Humorístico de TV       | Bendita TV        | Ganadores |
| 2013 | Premios Iris 2013 | Conductor de TV         | Jorge Piñeyrúa    | Nominado  |
| 2013 | Premios Iris 2013 | Conductora de TV        | Claudia Fernández | Nominada  |
| 2013 | Premios Iris 2013 | Iris de Oro             | Bendita TV        | Ganadores |
| 2014 | Premios Iris 2014 | Conductor de TV         | Jorge Piñeyrúa    | Nominado  |
| 2014 | Premios Iris 2014 | Conductora de TV        | Claudia Fernández | Nominada  |
| 2014 | Premios Iris 2014 | Humorístico de TV       | Bendita TV        | Ganadores |
| 2016 | Premios Iris 2016 | Humorístico de TV       | Bendita TV        | Nominados |
| 2016 | Premios Iris 2016 | Conductor de TV         | Jorge Piñeyrúa    | Nominado  |
| 2016 | Premios Iris 2016 | Revelación en TV        | Verónica Piñeyrúa | Ganadora  |
| 2016 | Premios Iris 2016 | Conductora de TV        | Claudia Fernández | Ganadora  |
| 2017 | Premios Iris 2017 | Conductora de TV        | Claudia Fernández | Nominada  |
| 2017 | Premios Iris 2017 | Humorístico de TV       | Bendita TV        | Nominados |
| 2017 | Premios Iris 2017 | Notero / Movilero de TV | Verónica Piñeyrúa | Nominada  |
| 2017 | Premios Iris 2017 | Conductor de TV         | Jorge Piñeyrúa    | Nominado  |
| 2018 | Premios Iris 2018 | Conductor de TV         | Jorge Piñeyrúa    | Nominado  |
| 2018 | Premios Iris 2018 | Conductora de TV        | Claudia Fernández | Nominada  |